# Imboden (Arkansas)
Imboden ist eine Town im Lawrence County, Arkansas, USA. Sie hatte 640 Einwohner im Jahr 2020.

## Geographie
Imboden liegt im Norden von Arkansas am Spring River im Vorland der Ozark Mountains, 36 mi (58 km) nordwestlich von Jonesboro. Durch den Ort verläuft der U.S. Highway 412, hier zwischen Portia und Hardy auf gemeinsamer Route mit dem U.S. Highway 63, in den von Norden der U.S. Highway 62 und von Südwesten der Arkansas Highway 115 einmünden. Außerdem liegt Imboden an der Eisenbahnstrecke der ehemaligen St. Louis – San Francisco Railway zwischen Memphis und Springfield.

## Geschichte
Bereits im 18. Jahrhundert waren Mitglieder der Familie Imboden aus der Schweiz nach Nordamerika eingewandert und hatten sich in Bucks County, Pennsylvania, angesiedelt. Benjamin Imboden zog um 1820 nach Cedar Creek, Missouri und um 1828 nach Arkansas, wo er im Jahr 1830 am Ort der heutigen Stadt 320 Acres (129,5 ha) Land für den Preis von 1600 Dollar erwarb.
Die Stadt erfuhr nach dem Bau der Eisenbahn ein starkes Wachstum. Das erste Hotel wurde 1883 oder 1884 gebaut, und 1905 erhielten die ersten Häuser Elektrizität. Die 1904 eingerichtete Bäckerei entwickelte sich zu einem Lebensmittelgeschäft, schloss aber 1920 nach einem Brand. Ihr Gebäude diente danach als Kino. 1889 erhielt der Ort eine eigene Verwaltung.
1912 wurde der 21 Jahre alte und teilweise gelähmte Joe Sullivan als damals jüngster Bürgermeister einer Stadt in den USA gewählt. Er verließ den Ort jedoch schon 1914 und wurde Leiter einer Schule für behinderte Kinder.
Eine Fähre über den Spring River wurde nach dem Amerikanischen Bürgerkrieg eingerichtet und 1898 durch eine Brücke ersetzt. 1938 wurde die heutige Betonbrücke für Straße und Eisenbahn vollendet.

### Einwohnerentwicklung
| Jahr          | 1890 | 1900 | 1910 | 1920 | 1930 | 1940 | 1950 | 1960 | 1970 | 1980 | 1990 | 2000 | 2010 | 2015  |
| Einwohnerzahl | 157  | 411  | 600  | 630  | 564  | 525  | 447  | 400  | 496  | 661  | 616  | 684  | 677  | 640   |
| Quelle        |      |      |      |      |      |      |      |      |      |      |      |      |      | [ 6 ] |

## Bildung
In Imboden gibt es zwei öffentliche Schulen. 1899 wurde die Sloan-Hendrix Academy zunächst als private Schule eingerichtet und dem Hendrix College in Conway zugeordnet, das damals auch einen Sekundarschulzweig besaß. 2002 öffnete die Imboden Area Charter School.
Die örtliche Bobbie Jean Memorial Library ist eine Zweigstelle der Bibliothek des Lawrence County.

## Religion
In Imboden sind mehrere christliche Konfessionen vertreten. Anfang der 1880er Jahre organisierte sich eine methodistische Gemeinde. Ihre erste Kirche wurde 1895 erbaut. Deutsche Einwanderer brachten den Katholizismus nach Imboden, die erste katholische Kirche, 1888 erbaut, wurde aber wenige Jahre später zum Wohnhaus umgebaut und brannte 1915 nieder. Weiterhin sind die Church of Christ, die Church of God und die Assembly of God präsent.

## Veranstaltungen
Im August jeden Jahres findet die Lawrence County Fair mit einem Rodeo statt und am ersten Sonntag im Dezember die Christmas Parade.